# Left Behind (Сімпсони)
«Left Behind» (укр. «Залишений») — дев'ятнадцята серія двадцять дев'ятого сезону мультсеріалу «Сімпсони», прем'єра якої відбулась 6 травня 2018 року у США на телеканалі «Fox».

## Сюжет
Після того, як Гомер і Мардж повернулися з побачення додому, Нед Фландерс приходить до них у пошуках ради, оскільки він безробітний після того, як був змушений закрити свій магазин «Лівомаркет». Гомер допомагає влаштувати Фландерса на Спрінґфілдську атомну електростанцію. Тим часом Род і Тодд залишаються із Сімпсонами, при чому Тодд діє на нерви Лісі…
На станції жорсткі методи Фландерса (наполягання на карпулінгу і вимагання більшої продуктивності від роботи Гомера) дратують співробітників, особливо Гомера. Тієї ночі Гомер молиться про звільнення Фландерса, що і відбувається наступного, після того, як Нед пропонує містеру Бернсу пожертвувати гроші на благодійність.
Фландерс пробує себе ще на кількох роботах: викладача круїзних танців, фотографа журналу «Rolling Stone» і продавця придорожніх «Біблій» проте кожного разу зазнає невдачі і впадає в депресію. Мардж пропонує Неду наслідувати приклад Ісуса і стати вчителем. Ця думка змушує його замінити вчителя у Спрінґфілдській початковій школі. Він швидко приголомшений усіма неслухняними учнями у класі Барта і йде у відставку після того, як Нельсон тисне на Барта, щоб він плюнув у вуса Фландерсу.
Гомер і Барт, які зруйнували Фландерсу життя, зустрічаються в таверні Мо, щоб обговорити це. Пізніше вони йдуть до дому фнфеда, щоб вибачитися і переконати його повернутися до викладання. Фландерс вагається, але Барт переконує його, нагадуючи йому про свого колишнього вчителя — померлу дружину Неда, Едну.
Барт і Фландерс складають план, щоб учні були слухняними. Використовуючи серію прийомів Барта, вони можуть заспокоїти учнів, створюючи передбачувані «дії Бога», які лякають їх. Фландерсу вселяють новознайдену впевненість, і він дякує Барта за допомогу.

## Виробництво
Репліку Едни «Пам'ятай: якщо ти навчив чогось бодай одну дитину, то прожив недарма» взято з серії 21 сезону «Bart Gets a “Z”»).

## Ставлення критиків і глядачів
Під час прем'єри серію переглянули 2,15 млн осіб з рейтингом 0.9, що зробило її найпопулярнішим шоу на каналі «Fox» тієї ночі.
Денніс Перкінс з «The A.V. Club» дав серії оцінку D+, сказавши, що серія — «про все і ні про що».
Водночас, Тоні Сокол з «Den of Geek» дав серії чотири з половиною з п'яти зірок, сказавши, що «це — солідна серія. У ній багато багаторічних жартів і мало святого».
Згідно з голосуванням на сайті The NoHomers Club більшість фанатів оцінили серію на 4/5 із середньою оцінкою 3,5/5.